# Helium (film)
Helium er en Oscar-vindende kortfilm af den danske filmskaber Anders Walter.

## Plot
Drengen Alfred (Pelle Falk Krusbæk) er indlagt på et hospital, da han lider af en udefineret dødelig sygdom. Enzo (Casper Crump), der arbejder som rengørings kone på hospitalet, møder Alfred, og de to bliver venner. Da Alfred mener, at himmelen er et meget kedeligt sted, opfinder de sammen fantasiriget Helium, som et bedre alternativ til himlen. Enzo fortæller Alfred, at han kun kan komme til Helium ombord på et luftskib, og at han kan være sikker på at blive fundet, fordi luftskibet holder øje med den røde ballonhund, som Enzo har lavet til ham.
Alfreds sygdom forværres, og han bliver flyttet til et sengeafsnit, som Enzo ikke har adgang til. Enzo sniger sig ind på sengeafsnittet, men bliver fanget af oversygeplejersken der nægter ham muligheden for at se drengen. Da Alfred får det værre, tror Enzo, at han er skyld i det, og udtrykker sine bekymringer til en sygeplejerske, ved at sige, "Jeg fylder ham med løgne." Hun er dog uenig og fortæller Enzo, at han giver drengen håb.
Alfred får det stadig værre. Enzo, som stadig ikke har fået lov til at se drengen, skriver i stedet slutningen af historien og får sygeplejersken til at læse den for ham. Da sygeplejersken skal til at læse slutningen for den døende Alfred, skifter hun mening. I stedet får hun sneget Enzo ind på afdelingen, så han selv kan fortælle resten af historien.
Imens han fortæller, skifter filmen til Alfreds synspunkt. I en scene uden dialog, står han ud af sengen fuldt påklædt og går hen til vinduet. Udenfor venter et kæmpe luftskib på ham. Han går hen ad en bred bro fra hospitalsvinduet til luftskibet. Da Alfred er om bord, flyver skibet afsted, mens drengen kigger ned mod hospitalet, hvor alle vinduerne er fulde af røde ballonhunde. Alfred er på vej til Helium.

## Cast
- Pelle Falk Krusbæk som Alfred. En indlagt ung dreng med en dødelig sygdom.
- Casper Crump som Enzo. Pedellen på hospitalet.
- Marijana Jankovic som sygeplejerske. Sygeplejersken på hospitalet, der er ansvarlig for Alfred.
- Christina Ibsen Meyer som oversygeplejerske.

## Priser
| Priser        | Priser            | Priser                      | Priser                      | Priser   |
| Pris          | Dato for ceremoni | Kategori                    | Modtagere og nominerede     | Resultat |
| ------------- | ----------------- | --------------------------- | --------------------------- | -------- |
| Academy Award | 2. marts 2014     | Best Live Action Short Film | Anders Walter Kim Magnusson | Vundet   |

## Eksterne links
- Helium på Internet Movie Database (engelsk)
- Helium på Filmdatabasen
- Helium på danskfilmogtv.dk
- Helium på The Movie Database (engelsk)
- Helium på Rotten Tomatoes (engelsk)
- Helium på Filmaffinity (engelsk)